# Alberto Spreafico
Alberto Spreafico (Porretta Terme, 16 marzo 1928 – Praga, 28 agosto 1991) è stato un politologo italiano.

## Biografia
Laureato della Facoltà di Scienze Politiche “Cesare Alfieri” dell'Università di Firenze e allievo di Giuseppe Maranini, nel 1971 ha vinto il primo concorso a cattedra in Italia di Scienza Politica, entrando in ruolo nel 1971 come professore ordinario presso la Facoltà di Scienze Politiche dell'Università di Catania, dove ha insegnato dal 1971 al 1979, per poi tornare a insegnare Scienza Politica alla Cesare Alfieri di Firenze dal 1980 al 1991. A Firenze aveva già insegnato a vario titolo in precedenza, dal 1956 al 1971, oltre all'insegnamento tenuto presso la Facoltà di Sociologia dell'Università di Trento dal 1966 al 1969. Spreafico ha istituito il primo Dottorato di Ricerca italiano in Scienza Politica, di cui è stato il primo coordinatore, ed è stato il primo presidente della SISE, la Società Italiana di Studi Elettorali. Fu membro dell'assemblea nazionale del Psi.
Presidente della Società italiana di scienza politica (Sisp) (1981-1984): nella primavera del 1973 fu costituita la Sezione Italiana di Scienza Politica in seno alla Associazione Italiana di Scienze Politiche e Sociali, Giovanni Sartori ne fu il Presidente dal 1973 al 1975, seguirono Norberto Bobbio dal 1976 al 1978 e Alberto Spreafico dal 1979 al 1981; nel 1981 la Sezione, sotto la spinta di quest'ultimo, si costituì in Società Italiana di Scienza Politica, di cui Alberto Spreafico fu il primo Presidente fino al 1984.
Segretario Generale del Comitato per le Scienze Politiche e Sociali (Cospos) (1966-1973) e poi Membro del Consiglio Direttivo del Consiglio Italiano per le Scienze Sociali (Css) (1974-1986): il Consiglio italiano per le Scienze Sociali (Css) è stato fondato nel dicembre del 1973; firmatari dell'atto costitutivo, nel 1973, erano Luigi Firpo, Luciano Gallino, Giuseppe Parenti, Alberto Spreafico e Paolo Sylos Labini; il Css è l'erede del Comitato per le Scienze Politiche e Sociali (Co.S.Po.S), che tra la metà degli anni Sessanta e gli inizi degli anni settanta svolse un ruolo fondamentale nella crescita delle scienze sociali italiane, grazie all'appoggio della Fondazione Ford e al sostegno della Fondazione Adriano Olivetti; il Comitato era formato da sette illustri studiosi, tra i quali da parte italiana Manlio Rossi Doria e Norberto Bobbio e da parte americana Joseph LaPalombara e Franco Modigliani; la segreteria generale fu affidata ad Alberto Spreafico, che ne fu il motore (affiancato da Massimo Fichera, allora segretario generale della Fondazione Adriano Olivetti) e che rappresentò anche l'elemento di continuità tra Co.S.Po.S. e CSS.
Tra le sue pubblicazioni ci sono i libri:
- (1963a) (co-curatore con J. La Palombara), Elezioni e comportamento politico in Italia, Milano, Edizioni di Comunità.
- (1963b), Perspectives européennes des partis politiques, Mouvement Européen, Cremona, Edizioni Cremona Nuova.
- (1964), Ricerche di sociologia politica, Milano, Edizioni di Comunità.
- (1965), L'amministrazione e il cittadino, Milano, Edizioni di Comunità.
- (1971), Ideologia e comportamento politico, Milano, Edizioni di Comunità.
- (1975a) (co-curatore con M. Caciagli), Un sistema politico alla prova: studi sulle elezioni politiche italiane del 1972, Bologna, il Mulino.
- (1975b) (co-curatore con F. Ferraresi), La burocrazia, Bologna, il Mulino.
- (1978-1980) (a cura di), Il reclutamento del personale del Ministero di Grazia e Giustizia, Roma, Il Poligrafico dello Stato.
- (1989) (co-curatore con F. Lanchester, A. Agosta), Elezioni e automazione: tutela della regolarità del voto e prospettive di innovazione tecnologica, Milano, Franco Angeli.
- (1990) (co-curatore con M. Caciagli), Vent'anni di elezioni in Italia: 1968-1987, Padova, Liviana.
- (1991) (co-curatore con L. Morlino), Democrazia e partiti in America Latina, Milano, Franco Angeli.
Tra i numerosi saggi in volumi e riviste ricordiamo (le prime pubblicazioni risalgono al 1956):
- (1959), Les sciences sociales et l'évolution du role de la direction; leur influence sur la formation des dirigeants d'entreprises, in "Sixième conférence internationale sur la formation et le perfectionnement en administration des entreprises", Lisbonne, Organisation Européenne de Coopération Economique, Paris.
- (1960), La separazione dei poteri, in AA.VV., "I contributi italiani al IV congresso mondiale di scienze politiche", Milano, Vita e Pensiero.
- (1962), Partecipazione politica e democrazia, in "Tempi Moderni", aprile-giugno.
- (1963a) (coautore con O.M. Petracca), Analisi del voto del 28 aprile 1963, in "Tempi Moderni", aprile-giugno.
- (1963b), Le scienze dell'uomo nel Cnr. La legge 2 marzo 1963, in "Rassegna Italiana di Sociologia", luglio-settembre, IV, 3.
- (1963c), I sindaci dei capoluoghi di provincia, in "Rassegna Italiana di Sociologia", luglio-settembre, IV, 3.
- (1963d) (coautore con G. Schepis), Metodologia interpretativa dei risultati elettorali, Roma, Società Italiana per gli Studi Elettorali.
- (1964a), Studi politici e Scienza politica in Italia, in "Annuario politico italiano", Milano, Edizioni di Comunità.
- (1964b), Sociologia della burocrazia e Scienza dell'amministrazione: Gli studi sulla pubblica amministrazione, in "Rassegna Italiana di Sociologia", V, 4, ottobre-dicembre.
- (1965) (coautore con O.M. Petracca), Analisi del voto amministrativo: le elezioni dei consigli provinciali degli anni 1964-1965, in "Tempi Moderni", luglio-settembre, 22.
- (1968a), Prefazione a "Partiti politici e strutture sociali in Italia", a cura di M. Dogan e O.M. Petracca, Milano, Edizioni di Comunità.
- (1968b), Il Senato della Repubblica, in Dogan M. e Petracca O.M. (a cura di), "Partiti politici e strutture sociali in Italia", Milano, Edizioni di Comunità.
- (1968c), Le previsioni elettorali, in Dogan M. e Petracca O.M. (a cura di), "Partiti politici e strutture sociali in Italia", Milano, Edizioni di Comunità.
- (1969), Composizione politica e composizione sociale del Senato (1948-1968), in AA.VV., "Studi per il ventesimo anniversario dell'Assemblea Costituente", Firenze, Vallecchi.
- (1970) (coautore con F. Cazzola), Correnti di partito e processi di identificazione, in "Il Politico", XXXV, 4.
- (1971), Gli esperti e i rappresentanti di categoria nel funzionamento dei pubblici poteri: primi risultati di una ricerca, in "Il Politico", XXXVI, 4, 683-695.
- (1972), Le elezioni politiche italiane del 7 maggio 1972, in "Rivista Italiana di Scienza Politica", II, 3, 525-568.
- (1974a), L'innovazione nella pubblica amministrazione: problemi di informazione e formazione dei dirigenti, con particolare riguardo all'EDP, in AA.VV., "Automazione e innovazione nella pubblica amministrazione", Quaderni dell'Irsta, 4, Bologna, il Mulino.
- (1974b), Curatela dell'edizione italiana del volume di Ioan Davies Mobilità sociale e mutamento politico, Bologna, il Mulino.
- (1975) (coautore con F. Ferraresi), Il dibattito sulla burocrazia nella tradizione weberiana ed in quella marxista, in "Studi sociologici", XIII.
- (1977), Analisi dei risultati elettorali del '76. Voto giovanile e voto femminile. Sondaggi preelettorali e risultati. Problemi di proporzionalità delle rappresentanze elette, in "Quaderni dell'osservatorio elettorale". I, 34, ottobre, 119-153.
- (1980) (coautore con G. Urbani), Crisi e trasformazione dei sistemi politici. Il caso dell'Italia (1948-1979), in Cuadrado M.M. (a cura di), "Mutaciones y transformaciones de las sociedades del Sur de Europa en el umbral de los anos ochenta", Madrid, Instituto de Cooperacion Intercontinental.
- (1981a), Il rendimento dei sistemi elettorali: il caso italiano, in "Quaderni Costituzionali", I, 3, dicembre, 489-511.
- (1981b), Gli amministratori locali, in Mattana S. e Spini V. (a cura di), "I quadri del Psi", Firenze, Nuova Guaraldi.
- (1983), Systèmes électoraux et système politique en Italie depuis 1945, in Cadaert J. (a cura di), "Les modes de scrutin des dix-huites pays libres de l'Europe occidentale", Paris, Puf.
- (1985), Comportamento elettorale e partiti in Toscana, in Servadei S. (a cura di), "L'ipotesi riformista", Milano, Editori Associati.
- (1987a), Le Elezioni europee del giugno 1984, in D'Agostino G. (a cura di), "Un voto per l'Europa tra desiderio e delusione", Napoli, Guida.
- (1987b), Partiti, elezioni e sistemi di partito in Italia e in Spagna, in AA.VV., "Politica y sociedad. Estudios en homenaje a Francisco Murillo Ferrol", Madrid, Centro de Investigaciones Sociologicas y Centro de Estudios Constitucionales.
- (1987c), La competizione elettorale e gli esiti del voto, in AA.VV., "La nascita della Repubblica", Roma, Presidenza del Consiglio dei Ministri.
- (1987d), Indirizzo di saluto, in Graziano L. (a cura di), "La scienza politica in Italia. Bilancio e prospettive", Milano, Franco Angeli.
- (1988), Intervento su "Doctrine de la classe politique et théorie des élites" di E.A. Albertoni, in "il Vieusseux", I, 2, maggio-agosto.
- (1989), Structures sociales et comportement politique dans le Mezzogiorno, in Meny Y. (a cura di), "Idéologies, partis politiques et groupes sociaux", Studi in onore di George Lavau, Paris, Presses de la Fondation Nationale des Sciences Politiques.
- (1991a), Il profilo politico, in Di Pace A. (a cura di), "La difesa della regolarità del voto", Quaderni del Circolo Rosselli, XI, 2.
- (1991b), Partidos, elecciones y sistemas de partidos en Italia y Espana, in "Revista Espanola de Investigaciones Sociologicas", 56, octubre-diciembre, 281-330.
- (1992a) (coautore con L. Morlino), I partiti nella transizione, in "Views" numero su "Società e politica in America Latina", 2, 1, gennaio-marzo, 19-34.
- (1992b), Estudo comparativo de casos nacionais: Italia, in Jaguaribe H. (a cura di), "Sociedade, Estado e partidos na atualidade brasileira", Rio de Janeiro, Paz e Terra.
- (1993), Lo specifico curriculare del corso di laurea in Scienze dell'amministrazione, in Bellucci P. e D'Alessandro L. (a cura di), "Scienze dell'amministrazione. Contenuti scientifici, percorsi formativi e sbocchi professionali", Milano, Franco Angeli.
Per ulteriori approfondimenti si veda:
- Beltran M. (1991), In memoriam Alberto Spreafico, in "Revista Espanola de Investigaciones Sociologicas", 56, octubre-diciembre, 277-280.
- Institut de Ciències Politiques i Socials (ICPS) (1992), Homage to Alberto Spreafico, Barcellona.
- Caciagli M., Cazzola F., Morlino L., Passigli S. (a cura di) (1994), L'Italia fra crisi e transizione. (Studi in onore di Alberto Spreafico), Roma-Bari, Laterza.
- AA.VV. (2000), Ricordi di Alberto Spreafico, Palermo-Siracusa, Arnaldo Lombardi Editore.
- AA.VV. (2000), Scienze Politiche. Nascita di una Facoltà, Catania, Le nove muse editrice.